# Franciszek Kochan
Franciszek Kochan ps. „Bryła”, „Leszek”, „Obłoński” także jako Leszek Obłoński (ur. 1 października 1910 w Rogach, zm. 7 listopada 1983) – podchorąży rezerwy artylerii Wojska Polskiego II RP, oficer Armii Krajowej, dowódca akcji dywersyjnych i bojowych m.in. zdobycia Iwonicza-Zdroju, awansowany do stopnia majora.

## Życiorys
Urodził się 1 października 1910 w Rogach w rodzinie chłopskiej jako syn Filipa i Marii z domu Mikosz. W rodzinnych Rogach ukończył szkołę powszechną. Odbył służbę wojskową w 8 baterii haubic 22 pułku artylerii polowej w Przemyślu (1928-1930), po czym przeniesiony do rezerwy w stopniu plutonowego. Od 1931 pracował w spółdzielni, od 1934 w kopalni ropy naftowej w Równem. Od 1932 do 1944 był naczelnikiem Ochotniczej Straży Pożarnej w Rogach.
Po wybuchu II wojny światowej walczył w okresie kampanii wrześniowej w szeregach macierzystego pułku przechodząc szlak bojowy od Katowic do Zamościa, po czym dostał się do niewoli niemieckiej. Uciekł z niewoli i 29 września 1939 wrócił do Rogów. Jesienią włączył się w działalność konspiracyjną, gromadził broń, pomagał przy przeprowadzaniu oficerów przez Bieszczady w stronę Węgier. W listopadzie 1939 wstąpił do Służby Zwycięstwu Polski. 25 listopada 1939 podczas powrotu z trasy granicznej został aresztowany przez Niemców, po czym z okolic Komańczy-Wisłoka został przewieziony do Sanoka i 27 listopada osadzony w tamtejszym więzieniu, skąd został zwolniony 28 marca 1940. Podawał się za przemytnika. W lipcu 1940 przystąpił do Związku Walki Zbrojnej, potem od 1942 działał w Armii Krajowej. W 1940 zorganizował i wyszkolił grupę dywersyjno–sabotażową i został jej dowódcą o ps. „Leszek”. Grupa działała w kopalni Rogi-Równe-Wietrzno, wypuszczając setki ton paliwa i wysadzając 270-tonowe zbiorniki z ropą na stacji we Wróbliku.
W 1943 został mianowany oficerem dywersji Obwodu Krosno oddziału partyzanckiego OP-15 w stopniu podporucznika. W kwietniu 1944 zorganizował i dowodził oddziałem złożonym z plutonu szturmowego nr 39 w Żeglcach pod dowództwem Mariana Szpila ps. „Jarowicz, plutonu bojowego nr 9 z Bóbrki z dowódcą Wojciechem Pałką ps. „Krzyk”, grupy dywersyjnej Placówki Centuria Chorkówka z dowódcą Janem Kurkiem ps. „Lewy” oraz grup dywersyjnych Placówki „Pelargonia” z Miejsca Piastowego i „Irys” z Iwonicza.
Nie czekając na rozkaz akcji „Burza”, sam rozpoczął działania bojowe przeciw okupantowi: przeprowadził akcje na posterunek Werschunduzu w Kopalni Równe, gdzie rozbroił oddział Wehrmachtu, 21 lipca 1944 dowodził akcją zdobycia Iwonicza-Zdroju, rozbrajając ok. 300 żołnierzy Wehrmachtu i tworzył „Rzeczpospolitą Iwonicką”, broniąc jej do wejścia wojsk radzieckich 20 września 1944. Meldunek sytuacyjny inspektoratu AK „O/14” z 28 lipca 1944 tak przedstawiał sytuację:
W ramach akcji „B” plut. part. Leszek Obłoński, obecnie „ZN-24” plus plut. dcy plac. „Iwo” (...) wykonały uderzenie na Iwonicz-Zdrój zajmując radiostację gmach „Excelsior” i inne obiekty wojskowe. Rozbrojono załogę WH w sile ponad 300 ludzi. Straty npla 10 zabitych (i 34 rannych). Straty własne dwóch lekko rannych.
W akcji tej przerwano komunikację z Krosnem, zlikwidowano posterunek żandarmerii na poczcie i zdobyto znaczną ilość broni i amunicji oraz sprzętu medycznego i lekarstw. Do niewoli wzięto ok. 100 Niemców, których wyprowadzono w kierunki Cergowej i wypuszczono wolnych. 28 lipca 1944 dowodził walką w Bóbrce z konwojem taboru dywizji Wehrmachtu, zdobywając ok. 70 wozów z bronią i umundurowaniem i 100 koni, które rozdano chłopom. 2 sierpnia 1944 zniszczył most na Jasiołce na trasie na Barwinek.
W 1945 wyjechał do Wałbrzycha. Tam pod inną tożsamością rozpoczął pracę w Urzędzie Likwidacyjnym. W 1947 ujawnił się w Powiatowego Urzędu Bezpieczeństwa Publicznego (PUBP) jako żołnierz AK. Od końca 1947 pracował w kopalniach gazu ziemnego powiatów bielskiego i żywieckiego na stanowiskach asystenta i kierownika zatrudniony przez Przedsiębiorstwo Państwowe Poszukiwania Nafty i Gazu (Sekcja Bielsko-Biała).
25 listopada 1950 został aresztowany przez funkcjonariuszy PUBP w Krośnie. Wraz z dziewięcioma innymi żołnierzami dywersji AK został oskarżony o mordowanie podczas wojny działaczy lewicowych i ludności żydowskiej. Podczas śledztwa wykazano, iż były to wyroki wydawane przez Wojskowy Sąd Specjalny na konfidentach i przestępcach kryminalnych. 18 maja 1950 został zwolniony z aresztu, a 25 maja 1954 Sąd Okręgowy umorzył tę sprawę. Później pracował w różnych miejscach, mając jednak problemy ze znalezieniem miejsca pracy. Od 1967 do 1976 był kierownikiem klubu „Pax” w Krośnie. Od 1956 należał do ZBoWiD, jednak odszedł z tej organizacji po próbie jego zweryfikowania przez członków, będących byłymi funkcjonariuszami UB. Wraz ze Stanisławem Habratem ps. „Polip” (który w 1940 wprowadził go do ZWZ) gromadził materiały dokumentacyjne o konspiracji w krośnieńskiej. Szerzył także wiedzę o AK podczas spotkań z młodzieżą. decyzją władz RP na uchodźstwie został awansowany do stopnia majora.
Zmarł 7 listopada 1983. Został pochowany na cmentarzu parafialnym w Rogach.
Jego żoną była Bronisława, z domu Kopcza, łączniczka AK i sanitariusza w „Rzeczypospolitej Iwonickiej”. Mieli córkę Jolantę.
W 2004 została odsłonięta tablica pamiątkowa honorująca Franciszka Kochana w Szkole Podstawowej w Rogach.

## Ordery i odznaczenia
- Krzyż Srebrny Orderu Wojennego Virtuti Militari
- Krzyż Armii Krajowej
- Krzyż Partyzancki
- Medal Zwycięstwa i Wolności
- La Croix de Partisan (Francja)
- Odznaka Federacji Kombatantów Alianckich w Europie
- Odznaka Zasłużony dla Województwa Rzeszowskiego